# Antona tenuifascia
Antona tenuifascia là một loài bướm đêm thuộc phân họ Arctiinae, họ Erebidae.